# Misraħ Għar il-Kbir
Misrah Ghar il-Kbir (conocido informalmente como Clapham Junction) es un sitio prehistórico situado en el término de Siġġiewi, en el sur de la isla de Malta, cerca de los acantilados de Dingli. Es conocido por sus "surcos de carretas", una compleja red de huellas excavados en la roca. La edad y el propósito de las pistas son inciertos con estimaciones de sus orígenes que van desde el Neolítico hasta la Edad Media y todos los puntos intermedios. Varios investigadores han sugerido que pueden haber sido utilizados en diferentes períodos, quizás incluso con diferentes fines. Parece que los surcos solo podrían haberse hecho antes del 700 a. C. con varios ejemplos que apuntan a una fecha del Período del Templo c. 3800-2500 a. C.
El apodo de "Clapham Junction" fue dado por un inglés, porque le recordaba a la concurrida estación de tren Clapham Junction en Londres.

## Origen de las huellas
Se pueden encontrar pistas similares (conocidas y señalizadas en Malta como Cart Ruts) en varios sitios en las dos islas principales. Busewdien en St Paul's Bay, Naxxar, San Gwann y Bidnija son buenos ejemplos en la isla principal. El sitio más destacado en Gozo está en la meseta de Ta' Ċenċ, Sannat.
Los de Misraћ Gћar il-Kbir miden hasta 60 cm de profundidad y tienen una distancia promedio entre ellos de 110 a 140 cm. Algunos se cruzan mientras que otros se unen, creando la ilusión de un gran patio de maniobras de una estación de tren.
La investigación publicada en 2008 los describe como causados por carros con ruedas de madera que erosionan la piedra caliza blanda. Se hizo un análisis de la presión que habría causado un carro que encajara en las roderas. El profesor Mottershead de la Universidad de Portsmouth dijo: "La roca subyacente en Malta es débil y cuando está húmeda pierde alrededor del 80 por ciento de su fuerza. Los carros primero habrían dejado huellas en el suelo, pero cuando se erosionó, las ruedas de los carros corrieron directamente sobre el lecho de roca, lo que facilitó que otros carros siguieran las mismas huellas".

## Galería de imágenes

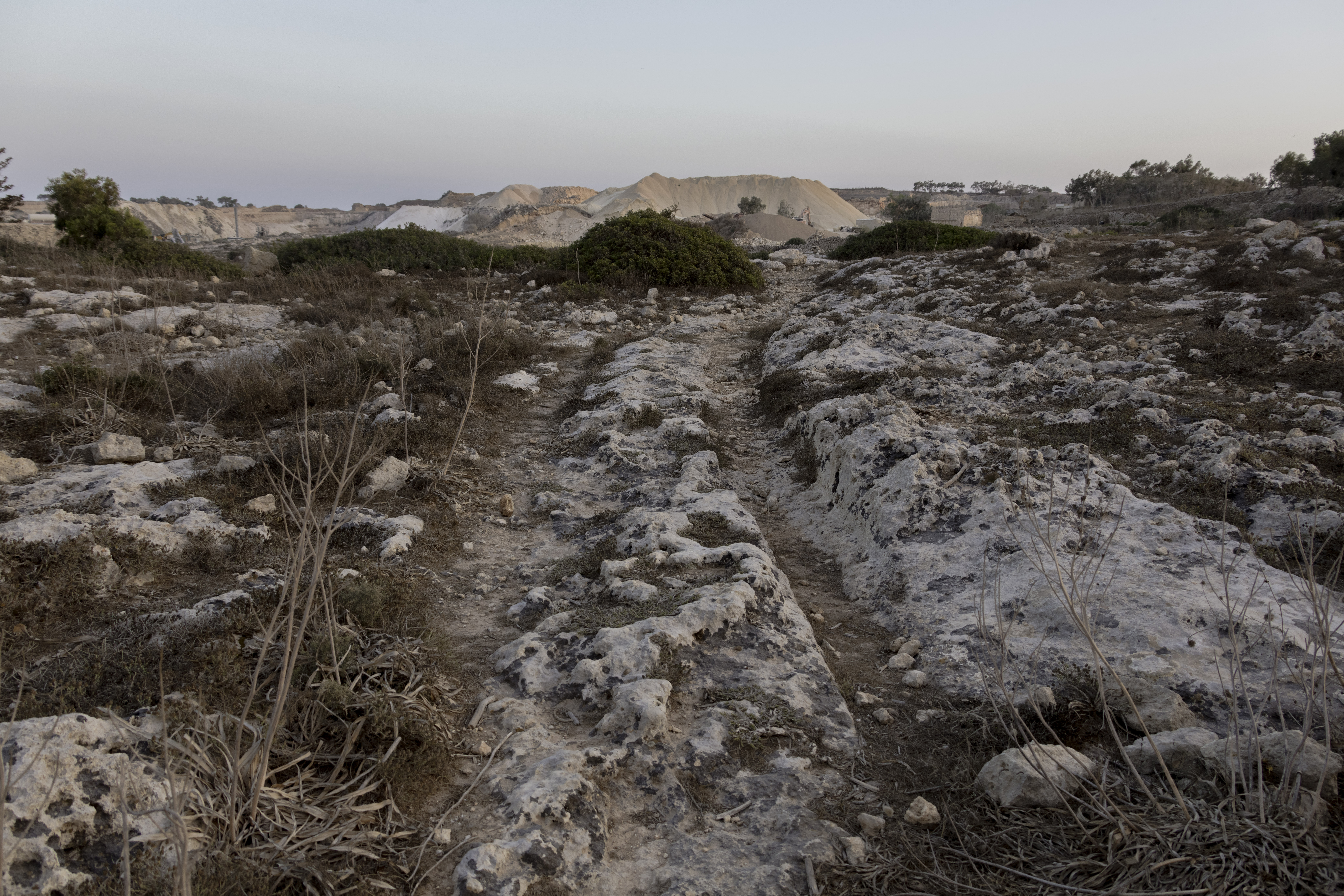
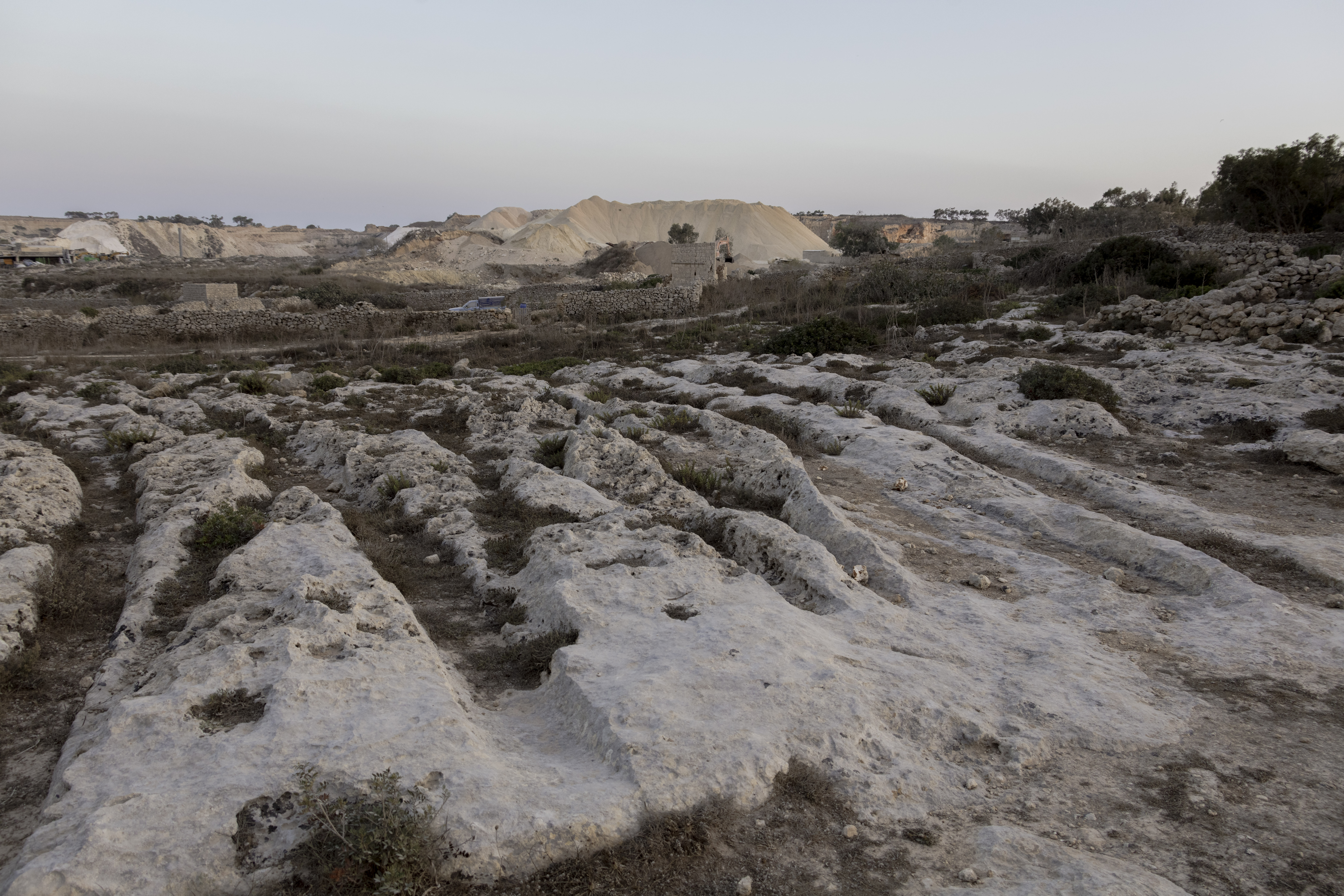
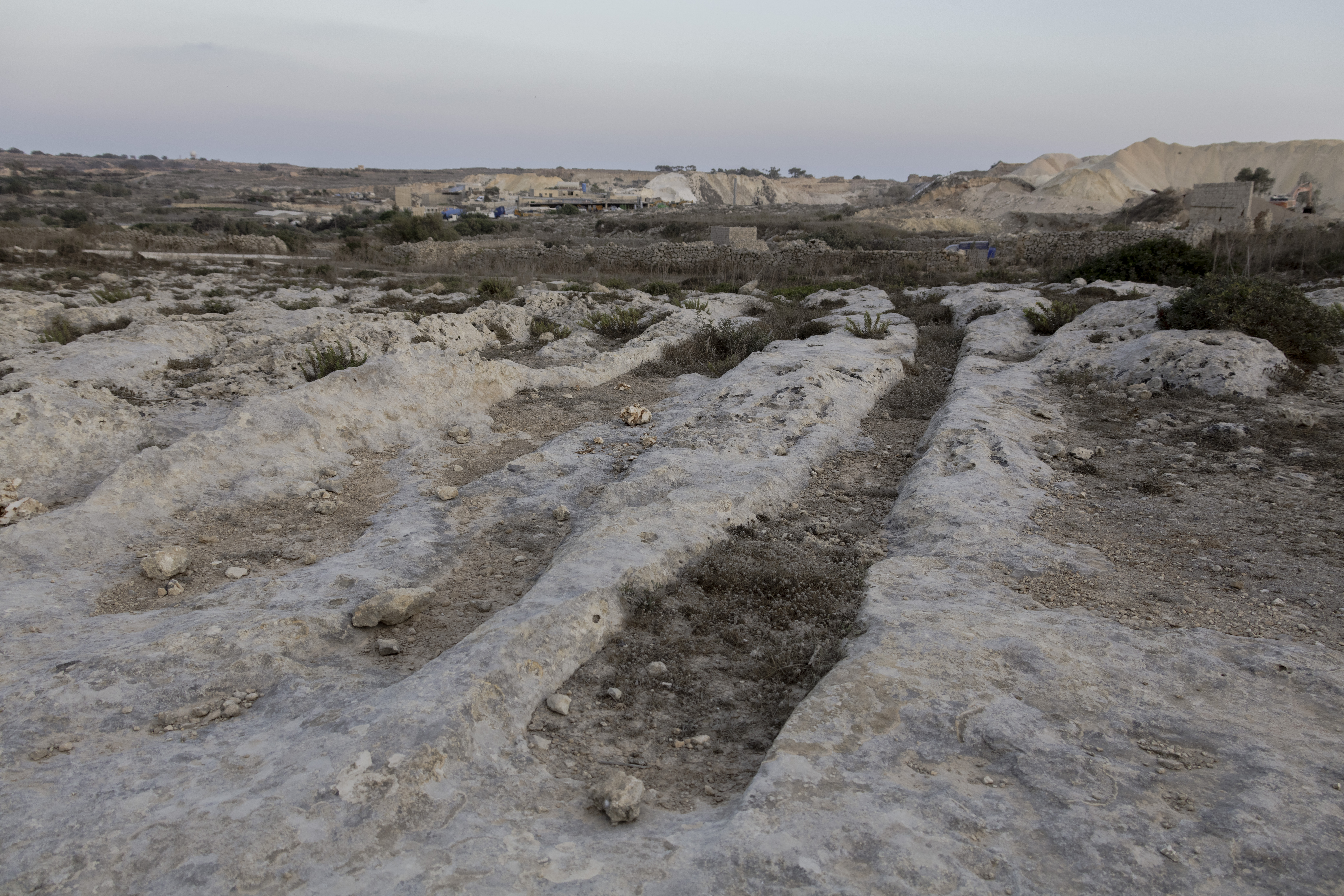
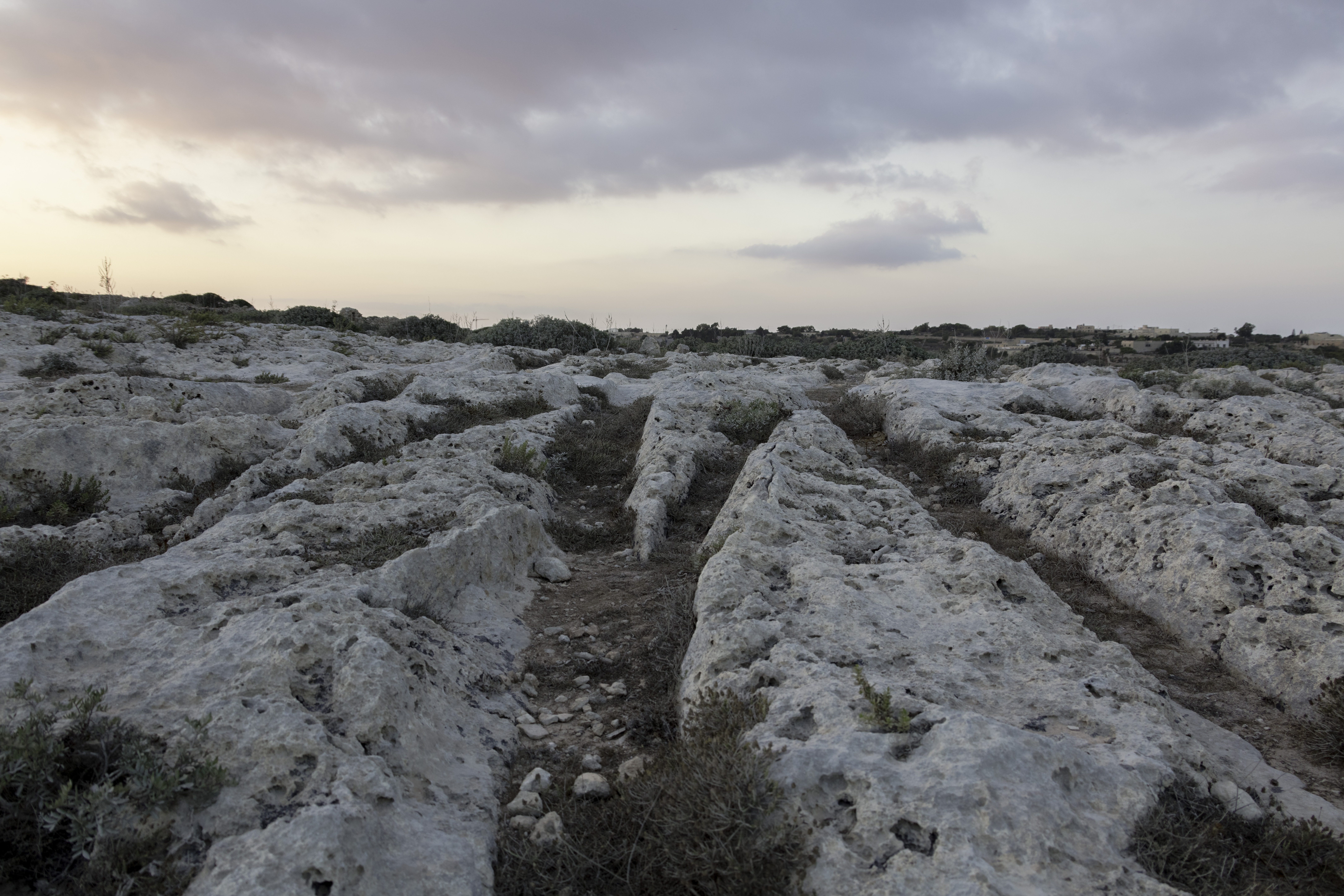
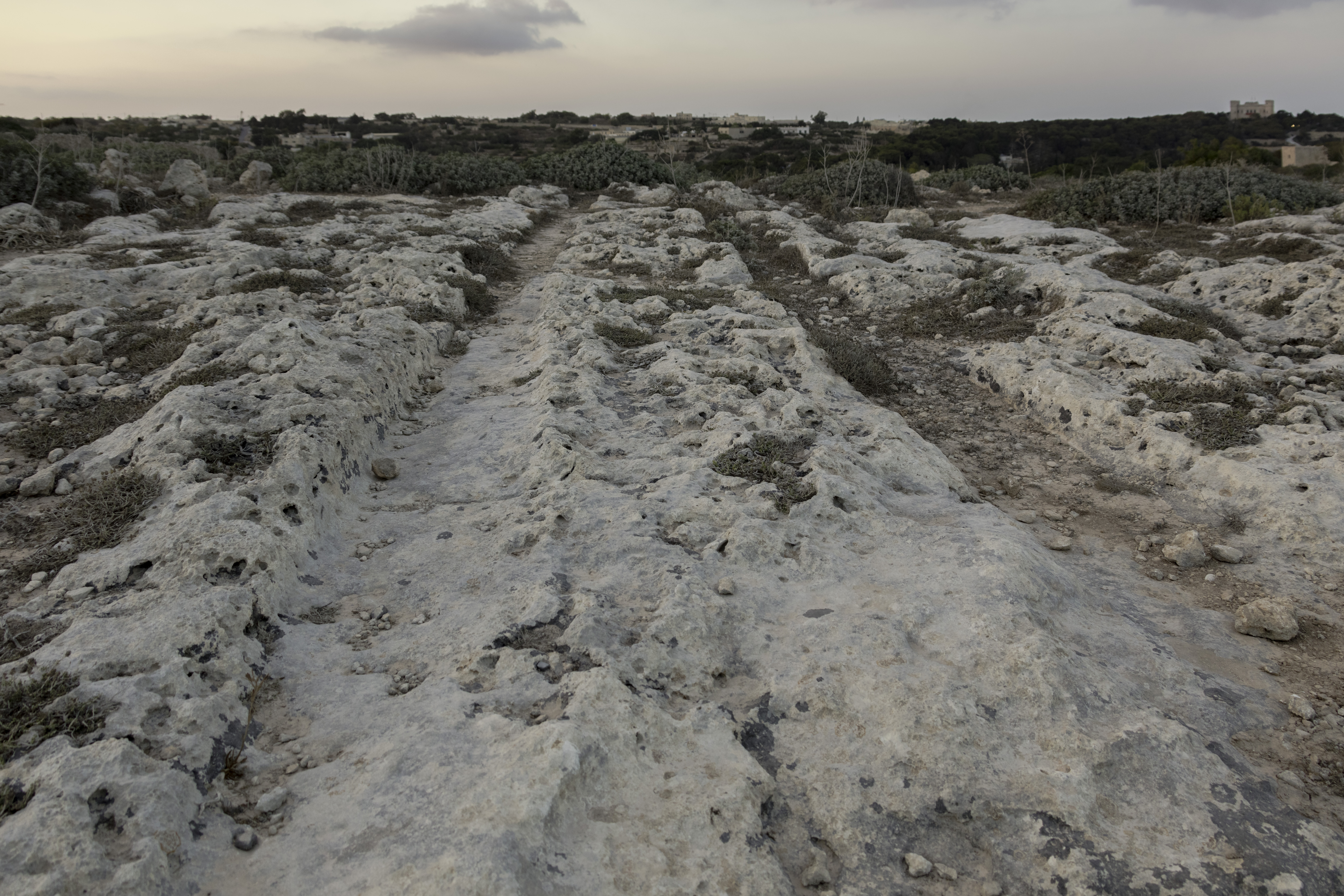